# Île Circum
L'île Circum (en anglais Circum Island) est une des îles Malouines (Falkland Islands).